# 博略苏帕尔特奈
博略苏帕尔特奈（法語：Beaulieu-sous-Parthenay，法語發音：[boljø su paʁtənɛ]，意为“帕爾特奈下方的博略”）是法国德塞夫勒省的一个市镇，属于帕尔特奈区。

## 地理
博略苏帕尔特奈（46°34'33"N, 0°14'4"W）面积26.72 平方千米，位于法国新阿基坦大区德塞夫勒省，该省份为法国西部内陆省份，北起曼恩-卢瓦尔省，西接旺代省，南至夏朗德省和滨海夏朗德省，东临维埃纳省。
与博略苏帕尔特奈接壤的市镇（或旧市镇、城区）包括：拉沙佩勒贝特朗、蓬派尔、雷法讷、圣兰、圣马丹迪富尤、沃斯鲁、武埃、圣帕尔杜-苏捷。

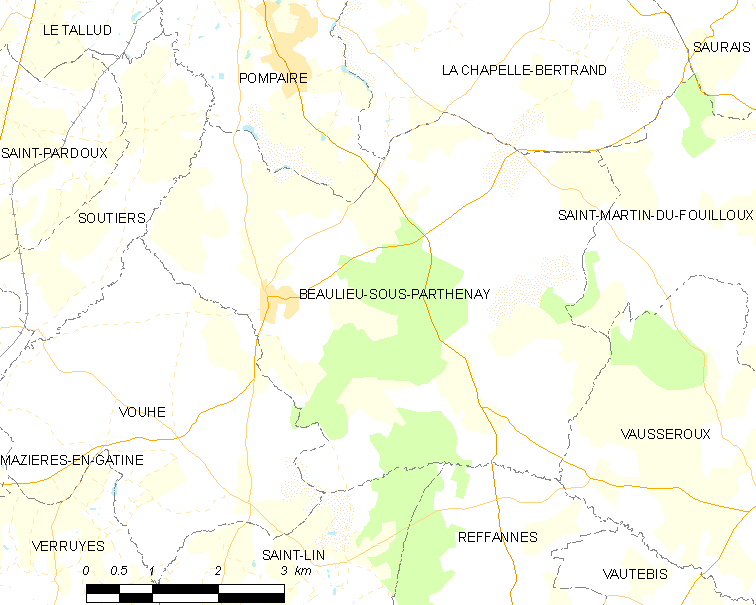
博略苏帕尔特奈的OSM定位图

博略苏帕尔特奈的时区为UTC+01:00、UTC+02:00（夏令时）。

## 行政
博略苏帕尔特奈的邮政编码为79420，INSEE市镇编码为79029。

## 政治
博略苏帕尔特奈所属的省级选区为拉加蒂讷县。

## 人口

1962-2008年间博略苏帕尔特奈人口变化图示

博略苏帕尔特奈于2022年1月1日时的人口数量为676人。